# Northern Trust
Northern Trust est une banque privée spécialisée dans la gestion d'actifs, dont le siège social est situé à Chicago dans l'état de l'Illinois aux États-Unis. 
Northern Trust possède 93 milliards de $ d'actifs en septembre 2011, avec environ 13 000 employés et 85 agences.